# Transporte celular

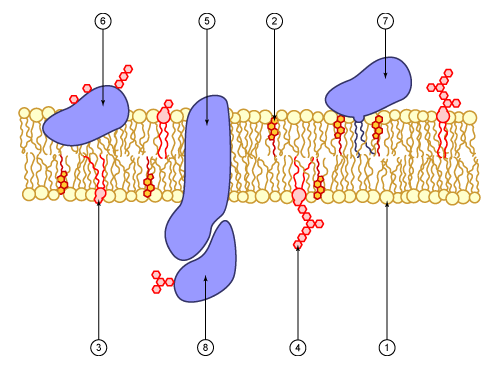
Representação esquemática de uma membrana celular.
1. Fosfolípido;
2. Colesterol;
3. Glicolípido;
4. Acúcar;
5. Proteína politípica (proteína transmembranar);
6. Proteína monotípica (aqui, uma glicoproteína);
7. Proteína monotípica ancorada a um fosfolípido;
8. Proteína membranar periférica (aqui, uma glicoproteína).

Em biologia celular, transporte celular refere-se ao conjunto de mecanismos que regulam a passagem de solutos tais como iões e pequenas moléculas através de membranas biológicas, camadas bilpídicas que contêm proteínas. A regulação da passagem através de membrana é realizada por permeabilidade selectiva da membrana - uma característica de membranas biológicas que lhes permite separar substâncias de natureza química diferente. Por outras palavras, podem ser permeáveis a certas substâncias e não a outras.